# 譚祖德
譚祖德（英語：Dominic Jo-Tak Tam），聯志國際控股有限公司創辦人、董事長及首席執行官，也是基督教人士。
出身於工業家的譚祖德，便在邓镜波中学畢業後，便開始入讀香港理工大學生产工程學位，但則未能畢業，便開始遠赴英國羅浮堡大學入讀，畢業後，由於家人印染业及製衣业未能重用，故便在运输带工程公司任销售工程师，經常接觸食品厂、油漆厂、製罐厂、电子厂、玩具厂，甚至医院及机场等行業，在1982年至1989年期內，先後入職Galco International Toys、 
LJN Toys、ERTL (HK) Ltd、Ideal Toys，以及Hong Kong Industrial Co., Ltd.，到了1989年至1992年，便在鑫達實業有限公司產品發展經理。
之後在1992年，他便開始創立聯志國際控股有限公司，專門生產及銷售注塑產品，到了2008年6月19日，他把創立企業成功在新加坡交易所主板上市至今。

## 連結
- 联结有志之士 创造事业王国 中国压铸网